# Arbogaste
Flavio Arbogaste (latino: Flavius Arbogastes; ... – settembre 394) è stato un militare franco naturalizzato romano che detenne il potere al posto del debole imperatore Valentiniano II e, alla morte di questi, contrappose per breve tempo Flavio Eugenio all'imperatore Teodosio I.

## Biografia
La prima menzione di Arbogaste risale al 380, quando seguì come subordinato il generale Bautone, il quale era stato inviato dall'imperatore d'Occidente Graziano, alla testa di un contingente militare, presso l'imperatore d'Oriente Teodosio I, che era impegnato nella difesa dei Balcani dai barbari dopo la gravosa sconfitta dell'imperatore Valente nella battaglia di Adrianopoli. Egli si fece costruire un palazzo a Colonia, zona vicino alla sua gens dei Franchi; tutt'oggi sono visibili alcuni mosaici della sua villa.

### Tutore di Valentiniano II

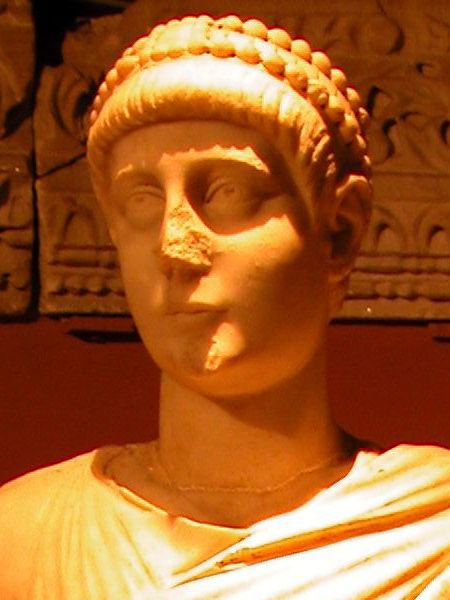
Sebbene fosse Valentiniano II l'imperatore d'Occidente, Arbogaste fu l'effettivo detentore del potere

Tra il 385 e il 388 succedette a Bautone quale magister militum in praesenti, ossia comandante di gran parte delle forze armate dell'Impero Romano d'Occidente; la sua nomina, però, non avvenne per volere dell'imperatore, il debole Valentiniano II (Graziano era morto nel 383), ma per acclamazione dell'esercito.
Nel 388, però, mentre era impegnato nella campagna finale contro Magno Massimo (usurpatore e uccisore di Graziano), Teodosio incaricò Arbogaste di occuparsi dell'esercito di Flavio Vittore, figlio e co-imperatore di Massimo, che il generale sconfisse e uccise. Dopo la vittoria su Massimo, Teodosio rimase a Milano, e mise Valentiniano a capo delle province galliche; Arbogaste, che evidentemente godeva della fiducia di Teodosio, fu scelto quale tutore dell'imperatore.
I rapporti tra Valentiniano e il suo generale erano molto tesi; oltre a consolidare il proprio potere militare con una vittoriosa campagna contro i Franchi, Arbogaste iniziò a mettere uomini a lui fedeli nei posti chiave dell'amministrazione imperiale, tanto che Valentiniano, privo di potere effettivo e costretto a restare nella capitale, Vienne, era a tutti gli effetti un prigioniero.
Il contrasto si esacerbò dopo il 391, quando Teodosio tornò a Costantinopoli restituendo il controllo della parte occidentale a Valentiniano, il quale però non poté lasciare Vienne. D'altro canto, sorsero anche conflittualità religiose: Valentiniano, sotto l'influenza di Ambrogio da Milano, si avvicinava sempre più a posizioni ortodosse; Arbogaste, al contrario, era il punto di riferimento del «partito» pagano a corte (era anch'essi un pagano di religione romana). Quando, ad esempio, alcuni inviati del Senato romano giunsero a Vienne per chiedere la restaurazione dell'Altare della Vittoria nella Curia, rimozione voluta da Graziano in segno anti-pagano, Valentiniano II ignorò il parere di Arbogaste e su consiglio di Ambrogio rifiutò la concessione.
D'altro canto, Arbogaste non aveva remore a rimuovere tutti gli ostacoli che si ponevano davanti: giunse persino ad uccidere Armonio, consigliere di Valentiniano, mentre questi si era nascosto sotto il mantello dell'imperatore in cerca di protezione.
Valentiniano tentò allora di chiedere aiuto a Teodosio, ma invano. Progettò allora di guidare un esercito in Italia, per difenderla dalla minaccia dei barbari, ma Arbogaste glielo vietò. L'imperatore, allora, decise di deporre il proprio generale, ma Arbogaste stracciò la notifica sostenendo che Valentiniano non poteva togliergli ciò che non gli aveva conferito (riferimento ambiguo, dato che poteva riferirsi sia al lontano Teodosio che al molto vicino esercito). Valentiniano cercò di prendere una spada ad una delle proprie guardie, per gettarsi su Arbogaste, ma gli fu impedito; quando il generale gliene chiese la ragione, Valentiniano affermò che la spada intendeva usarla per sé stesso, dato che era un imperatore senza potere.
Il 15 maggio 392 il corpo di Valentiniano fu trovato senza vita nel suo palazzo di Vienne: tutto indicava che l'imperatore si era impiccato, ma le fonti sono contraddittorie, ed è possibile che sia stato ucciso, con o senza il consenso di Arbogaste. Quello che è certo, è che Arbogaste inviò da Teodosio un'ambasciata di chierici, per protestare la propria innocenza e chiedere di governare l'Occidente a nome di Teodosio; pare che abbia anche coniato alcune monete a nome di Arcadio, figlio e collega di Teodosio, per mostrare la propria lealtà all'imperatore.

### Elezione di Eugenio

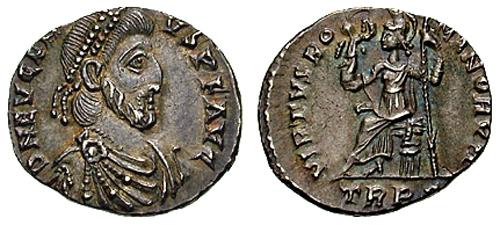
Moneta di Flavio Eugenio, proclamato Imperatore d'Occidente da Arbogaste

Ma i mesi passarono senza risposta da parte di Teodosio, che anzi aveva continuato a promulgare le sue leggi anti-pagane; durante l'estate furono rimossi il Prefetto del pretorio d'Italia, Virio Nicomaco Flaviano, che era amico di Arbogaste e pagano anche lui, e Taziano e Proculo, padre e figlio, pagani entrambi, Prefetto del pretorio d'Oriente il primo, praefectus urbi di Costantinopoli il secondo.
Allora, 22 agosto 392 a Lione, Arbogaste proclamò Augusto d'Occidente Flavio Eugenio, il responsabile della cancelleria imperiale. Sebbene Arbogaste tenesse sempre una porta aperta per la riconciliazione con Teodosio (Eugenio coniò monete con le quali riconosceva come colleghi Teodosio e Arcadio), era cosciente che sarebbe potuto giungere allo scontro militare.
Sotto la guida di Arbogaste, il cristiano Eugenio favorì la rinascita di una classe dirigente pagana, che vide, ad esempio, il ritorno di Nicomaco Flaviano. Teodosio rispose esacerbando la persecuzione dei pagani, proibendo la celebrazione dei loro culti. Poi, all'inizio del 393, proclamò Augusto il proprio figlio minore, Onorio, chiaramente destinandolo al trono d'Occidente.
Arbogaste, che in quel periodo era impegnato in una campagna contro i Franchi sul Reno, comprese che la guerra civile era imminente e strinse una pace con i barbari. La guerra scoppiò nella primavera del 394, quando Teodosio guidò le proprie truppe verso occidente. Il 5 settembre si giunse ad una battaglia campale presso il fiume Frigidus (nell'attuale Slovenia) dove Arbogaste ed i suoi furono sconfitti da Teodosio (più dagli elementi naturali che dai soldati). Arbogaste si uccise, mentre Eugenio fu decapitato.
Un suo possibile nipote o pronipote fu Arbogaste, figlio di Arigio/Aredio (figlio di Arbogaste?) e di una nobile gallo-romana, Florenzia/Florentinia.